# Guiomar Calvo
Guiomar Calvo (Soria, 1985) es una geóloga española. Ha trabajado en el estudio de minerales críticos  y en la evaluación de la exergía del capital mineral de la Tierra. También imparte docencia de las ciencias experimentales en la Universidad de Zaragoza y dedica una parte de su tiempo a la divulgación científica.

## Trayectoria
Guiomar Calvo estudió la carrera de Ciencias Geológicas en la Universidad de Zaragoza, realizando una estancia Erasmus en la Universidad Paul Sabatier de Toulouse. Cursó el Máster en Iniciación a la Investigación en Geología (2011) y el Máster en Eficiencia Energética y Ecología Industrial (2013). Realizó los estudios de doctorado  trabajando como investigadora en la Fundación Circe, estudiando la criticidad de materias primas desde un punto de vista termodinámico, así como analizando los materiales empleados en energías renovables. Se ha preocupado especialmente de aquellos elementos químicos que por su escasez pueden representar un riesgo de insuficiente disponibilidad a largo plazo. Su tesis doctoral, Exergy assessment of mineral extraction, trade and depletion, con mención internacional, obtuvo premio extraordinario de doctorado. Junto con sus directores de tesis, Antonio Valero y Alicia Valero, es coautora del libro Thanatia: límites materiales de la transición energética, publicado en 2021 por Prensas de la Universidad de Zaragoza y en una versión en inglés por Springer nature. Un artículo con estos tres autores recibió el premio al mejor artículo en el 27 Congreso ECOS.
Del Instituto Circe pasó como profesora de didáctica de las ciencias experimentales en la Universidad de Zaragoza, primero en el campus de Huesca y Posteriormente en el de Zaragoza. 

## Actividad como divulgadora científica
Como divulgadora científica ha publicado diversos artículos y libros, tanto sobre su campos de especialización en materiales críticos y exergía como sobre historia de la ciencia. Entre ellos pueden destacarse:  
- Historia del Arsénico.Mineralogía, física, química e historia del elemento más mortal y literario de la Tabla periódica. Guadalmazán, 2021. 315 págs.
- Historia de la mineralogía. Geología e historia de los minerales que han cambiado el mundo.Guadalmazán, 2022. 325  págs.[7]
- Geólogas. Historia de las pioneras en las Ciencias de la Tierra. Guadalmazán, 2022
- Cataclismos. Historia y ciencia de los desastres naturales de origen geológico. Guadalmazán, 2024

El libro Geólogas. Historia de las pioneras en las Ciencias de la Tierra, en el que se recoge la historia de la participación de muchas mujeres en el desarrollo de la geología como ciencia, recibió el Premio Prismas Casa de las Ciencias a la Divulgación 2021 a mejor texto inédito.
- Una pizca de sal, en colaboración con Miguel Calvo. Prames, 2023. 382 páginas.[11]

Este libro se publicó al llevarse a cabo la exposición temporal del mismo título en el Museo de Ciencias Naturales de la Universidad de Zaragoza, entre noviembre de 2023 y febrero de 2024, de la que Guiomar Calvo fue también comisaria.
El Museo virtual de mineralogía de la Universidad de Zaragoza se ha creado como resultado de un proyecto de investigación docente del que es coordinadora